# 라바소아난쟁이여우원숭이
라바소아난쟁이여우원숭이(Cheirogaleus lavasoensis)는 난쟁이여우원숭이의 일종이다. 작은 야행성 영장류로 마다가스카르섬 남부 라바소아 산맥 남부 경사면 세 곳의 작은 고립된 지역에서 발견된다. 현존하는 개체수를 50마리 이하로 간주하고 있다. 서식지가 세 군데 생태지역(건조 가시 덤불 지역, 습윤 연안 지역 숲, 습윤 숲) 사이의 천이 지대에 있다. 2001년에 처음 수집되었어 잔털귀난쟁이여우원숭이의 아개체군으로 간주되었지만 2013년까지는 공식적으로 기재되지 않았다.